# Nagaya Shinshiroku
Nagaya shinshiroku (長屋紳士録, Història de veïnat) és una pel·lícula japonesa escrita i dirigida per Yasujirō Ozu el 1947. Va ser la primer pel·lícula d'Ozu després de la Segona Guerra Mundial.

## Argument
Un home troba un nen orfe en un poble devastat per la guerra i el porta momentàniament amb ell, els dies següents intenta trobar una família a la qual confiar-lo però ningú pot acceptar aquesta responsabilitat. La vídua Tané, de mal tarannà, és l'única que pot tenir cura del nen i accepta a contracor. La relació entre ambdós no millora fins que el nen desapareix de casa, en aquell moment Tané s'adona que en el fons l'estimava.

## Repartiment

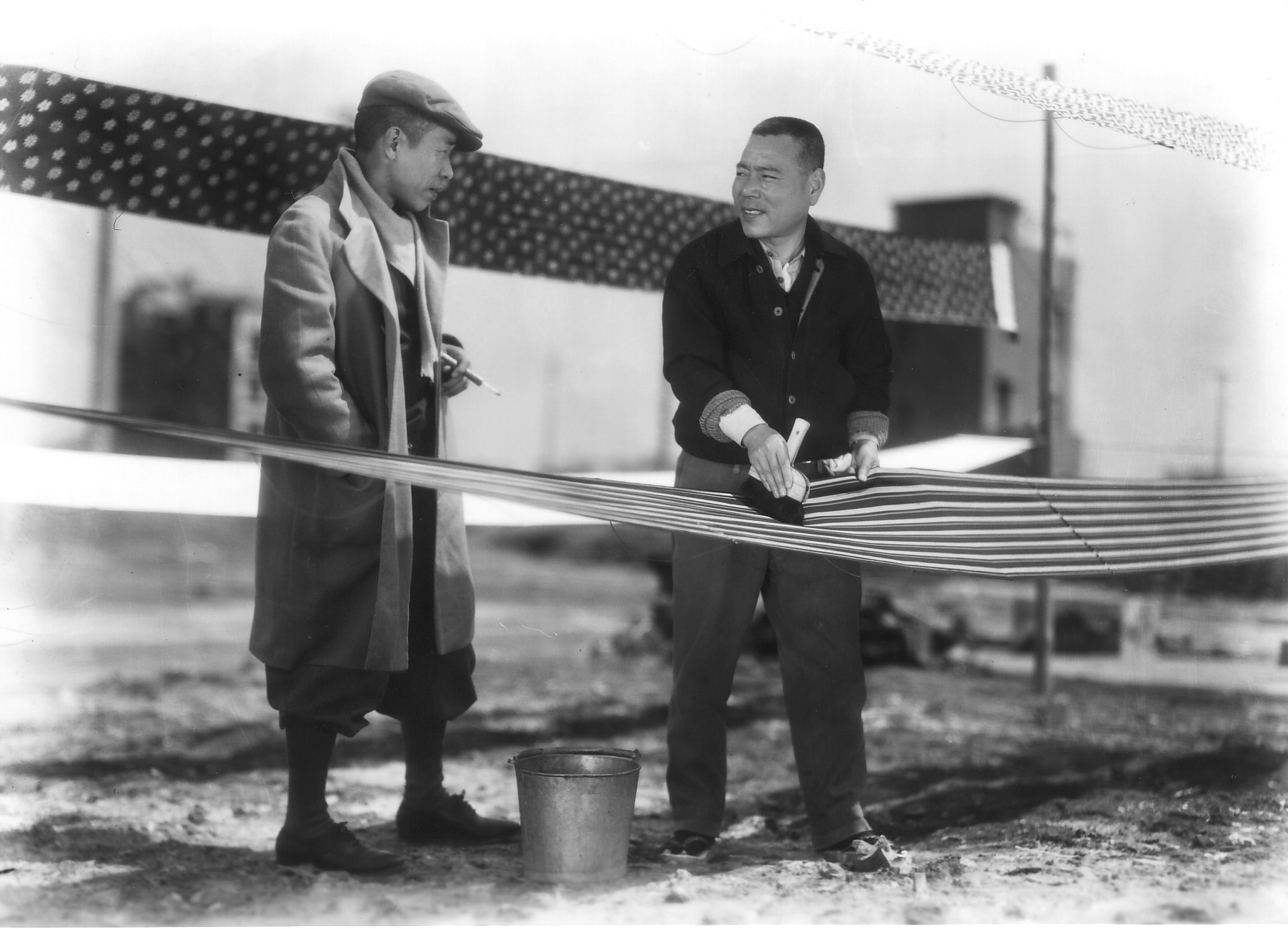
Reikichi Kawamura i Takeshi Sakamoto.

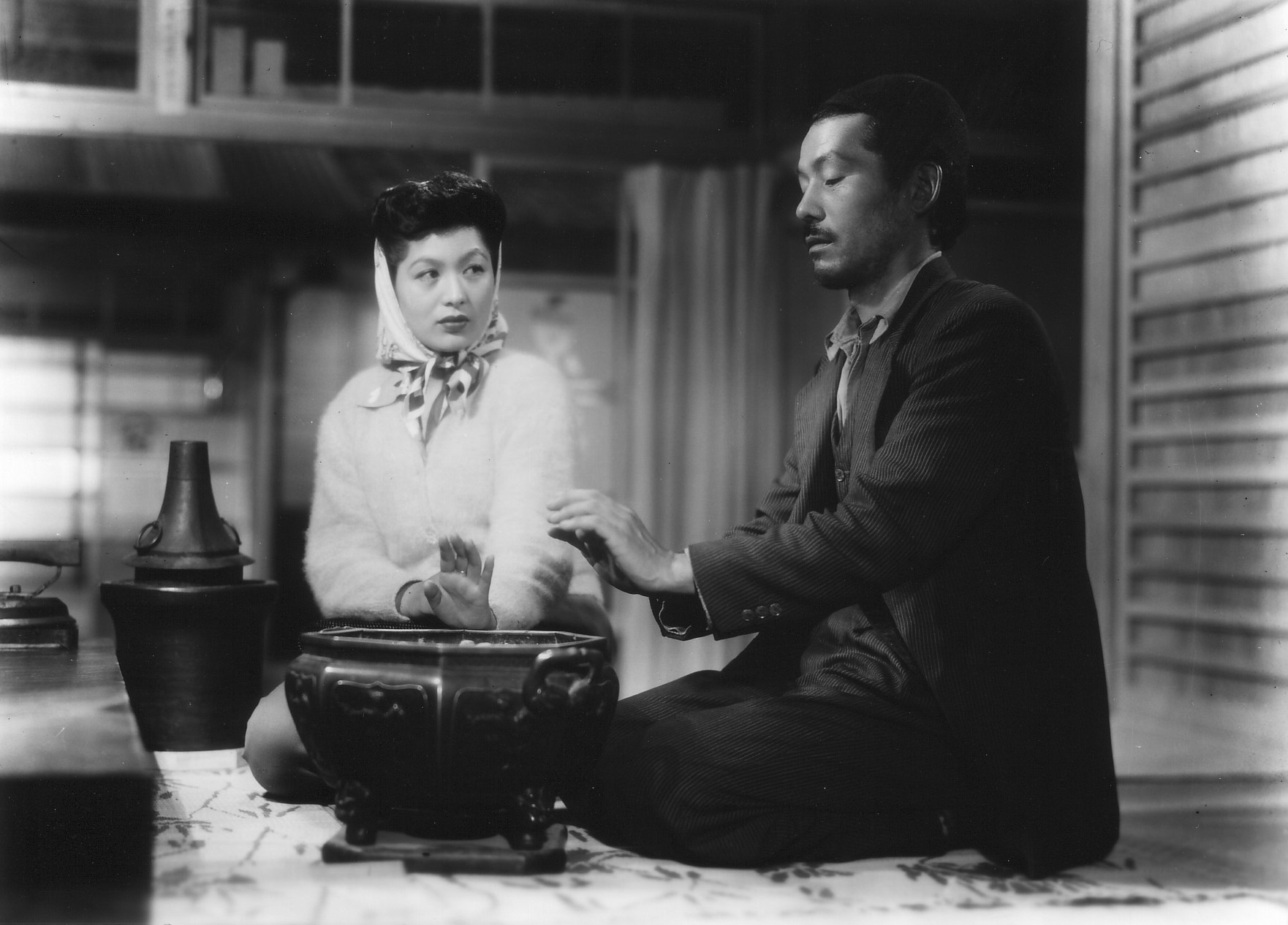
Hideko Mimura i Chishū Ryū.

- Chōko Iida: Tané anomenada "Kayan", la vídua
- Hōhi Aoki: Kohei, el nen
- Eitarō Ozawa: el pare del nen
- Mitsuko Yoshikawa: Kikuko, amic de Tané
- Reikichi Kawamura: Tamekichi, l'artista veí
- Hideko Mimura: Yukiko, la filla de Tamekichi
- Takeshi Sakamoto: Kawayoshi, un veí
- Chishū Ryū: Tashiro, l'endeví
- Eiko Takamatsu: Tom
- Yoshino Tani: una mare
- Taiji Tonoyama: el fotògraf
- Seiji Nishimura: un veí

## Recepció
Nagaya Shinshiroku té un 100% d'aprovació a Rotten Tomatoes. Dave Kehr va argumentar que "Ozu desvia l'empenta sentimental del material agafant-ho tot a través del seu punt de vista passiu i profundament acceptant." Tim Purtell d' Entertainment Weekly va assignar a la pel·lícula una "B" i va escriure que, tot i que és lent, el treball "recompensa la paciència amb un sentiment ric que mai no és boig."